# Gladesville, New South Wales
Gladesville este o suburbie în Sydney, Australia.